# Agence de sûreté nucléaire et industrielle
Pour les autres articles nationaux ou selon les autres juridictions, voir autorité de sûreté nucléaire (homonymie).
L'Agence de sûreté nucléaire et industrielle (原子力安全・保安院, Genshiryoku Anzen Hoanin, en anglais Nuclear and Industrial Safety Agency - NISA), était, au Japon, une subdivision du ministère de l'Économie, du Commerce et de l'Industrie (METI) chargée superviser le respect de la réglementation dans le domaine de la sûreté nucléaire.
Elle a été critiquée, notamment après l'accident nucléaire de Fukushima, pour avoir des conflits d'intérêts avec le METI qui faisait la promotion du nucléaire. Le 20 juin 2012, le gouvernement japonais a donc décidé de la dissoudre et de la remplacer par une Commission de réglementation de l'énergie nucléaire, une autorité administrative indépendante qui est rattachée au ministère de l'Environnement (MOE).

## Histoire
La NISA est une organisation placée sous le contrôle de l'Agence des ressources naturelles et de l'énergie à sa création en 2001, lors de la politique de réformes de 2001 (en). Son pouvoir et son indépendance sont très limités. En 2007, un membre du Comité d’étude des tremblements de terre au sein du ministère des Sciences déclare que « ce sont les mêmes personnes qui font les règles, réalisent les inspections et valident ensuite les rapports. Le législateur ne fait que mettre un tampon officiel sur les rapports établis par les exploitants des centrales. » Le système japonais de contrôle des installations nucléaires est également critiqué par un ancien directeur pour la sécurité des installations nucléaires à l'Agence internationale de l'énergie atomique: « S'il ne tenait qu'à moi, j'ajouterai des procédures bien plus intrusives au système réglementaire japonais. Ce qui se passe là-bas soulève question après question »,.
En 2011, la NISA se montre réticente à classer l'accident nucléaire de Fukushima comme un accident majeur. Le 12 mars, cet accident est d'abord classé au niveau 4 de l'échelle internationale des évènements nucléaires, c'est-à-dire un accident n'entraînant pas de risque important à l'extérieur du site. Le 18 mars, la NISA reclasse l'accident au niveau 5 pour les réacteurs 1 à 3, c'est-à-dire un « accident entraînant un risque hors du site », similaire à celui de Three Mile Island.(précision de vocabulaire : niveaux 1 à 4 signifie qu'aucune substance ne s'échappe en dehors d'un espace de confinement et l'on parle alors d'un « incident » nucléaire. À partir du niveau 5, il y a dispersion de substances radioactives en dehors du confinement, on parle dès lors d'« accident » nucléaire). Cette notation est considérée comme sous-évaluée par l'Institute for Science and International Security aux États-Unis et l'Agence fédérale de contrôle nucléaire en Belgique. Le 11 avril, la NISA reclasse l'accident de Fukushima au niveau 7, le niveau le plus élevé de l'échelle INES.
L'attitude de la NISA dans le domaine de la radioprotection de la population est critiquée comme insuffisante. Le 27 mars 2011, à la suite de mesures de contaminations très élevées relevées dans le village d'Iitate, l'organisation Greenpeace demande l'évacuation de ce village. Le 30 mars, l'Agence internationale de l'énergie atomique déclare qu'elle a mesuré des niveaux de radiations justifiant une évacuation. Mais la NISA refuse, arguant que la radioactivité constatée ne met pas en danger les habitants. La municipalité décide alors d'évacuer les femmes enceintes et les enfants en bas âge. Au lendemain des élections locales du 10 avril, le gouvernement annonce l'évacuation des régions les plus contaminées, parmi lesquelles Iitate,.
Selon l'ancien gouverneur de la préfecture de Fukushima Eisaku Sato, qui a été gouverneur pendant 18 ans de la préfecture de Fukushima, l'accident nucléaire a mis en lumière les défaillances de l'agence. Il déclare : « Une organisation qui est totalement indigne de confiance est chargée d'assurer la sécurité des centrales nucléaires japonaises. Le problème n'est donc pas limité à la Tokyo Electric Company, laquelle a derrière elle un long passif de dissimulation: c'est tout le système qui en cause. ».
À la suite de ses défaillances dans la gestion de l'accident nucléaire de Fukushima, le directeur de l'agence Nobuaki Terasaka est remercié an août 2011, et le gouvernement japonais annonce une réorganisation de l'agence.
la NISA a été dissoute le 20 juin 2012 et remplacée par la nouvelle autorité de réglementation du nucléaire, la NRA, une autorité administrative indépendante, rattachée au ministère japonais de l'Environnement (MOE).